# Малошпаківська сільська рада
Малошпакі́вська сільська́ ра́да — орган місцевого самоврядування в Рівненському районі Рівненської області. Адміністративний центр — село Малий Шпаків.

## Загальні відомості
- Малошпаківська сільська рада утворена в 1940 році.
- Територія ради: 76,119 км²
- Населення ради: 2 249 осіб (станом на 2001 рік)

## Населені пункти
Сільській раді підпорядковані населені пункти:
- с. Малий Шпаків
- с. Великий Шпаків
- с. Гуменники
- с. Дворовичі
- с. Заріцьк
- с. Іваничі
- с. Переділи
- с. Підгірці
- с. Плоска

## Склад ради
Рада складається з 18 депутатів та голови.
- Голова ради: Войтович Михайло Федорович
- Секретар ради: Кухарчук Лідія Адамівна

### Керівний склад попередніх скликань
| Прізвище, ім'я, по батькові | Основні відомості                                                                                  | Дата обрання | Дата звільнення |
| --------------------------- | -------------------------------------------------------------------------------------------------- | ------------ | --------------- |
| Войтович Михайло Федорович  | Сільський голова, 1963 року народження, освіта вища, член Всеукраїнського об'єднання «Батьківщина» | 26.03.2006   | 31.10.2010      |
| Войтович Михайло Федорович  | Сільський голова, 1963 року народження, освіта вища, член Всеукраїнського об'єднання «Батьківщина» | 31.10.2010   |                 |

Примітка: таблиця складена за даними сайту Верховної Ради України